# Сугито
Сугито (яп. 杉戸町 Сугито-мати) — посёлок в Японии, находящийся в уезде Китакуцусика префектуры Сайтама. Площадь посёлка составляет 30,00 км², население — 45 746 человек (1 августа 2014), плотность населения — 1524,87 чел./км².

## Географическое положение
Посёлок расположен на острове Хонсю в префектуре Сайтама региона Канто. С ним граничат города Касукабе, Куки, Сатте, Нода и посёлок Миясиро.

## Население
Население посёлка составляет 45 746 человек (1 августа 2014), а плотность — 1524,87 чел./км². Изменение численности населения с 1980 по 2005 годы:
| 1980 | 34 546 чел. |  |
| 1985 | 37 005 чел. |  |
| 1990 | 40 419 чел. |  |
| 1995 | 45 056 чел. |  |
| 2000 | 47 336 чел. |  |
| 2005 | 46 646 чел. |  |

## Символика
Деревом посёлка считается криптомерия, цветком — хризантема.

## Города-партнёры
- Басселтон Австралия